# Seznam slovenských písňových textařů
Tento seznam obsahuje slovenské písňové textaře.

## B
- Pavol Braxatoris (1909–1980)
- Marián Brezáni
- Ali Brezovský (* 1940)
- Vlasta Brezovská
- Peter Brhlovič (* 1948)

## Č
- Pavol Čády (1911–1978)
- Richard Čanaky
- Alojz Čobej (* 1935)

## D
- Boris Droppa (1934–2004)

## E
- Jarko Elen (1895–1978)

## F
- Boris Filan (* 1949)
- Ľubomír Feldek (* 1936)

## G
- Peter Guldan

## H
- Daniel Hevier (* 1955)
- Štefan Hoza (1906–1982)
- Gustáv Hupka (* 1925)

## I
- Vít Ilek (* 1925)
- Anna Ivanová (1899–1961)

## J
- Tomáš Janovic (1937–2023)
- Miro Jurika
- Jursa Pavol

## K
- Alexander Karšay (1921–1955)
- Otto Kaušitz (1909–1982)
- Ervín Kliment (* 1939)
- Vlado Krausz

## L
- Milan Lasica (1940–2021)
- Zoro Laurinc (* 1949)

## M
- Iľja Jozef Marko (1907–1980)
- Daniel Mikletič (1959–2024)

## P
- Rastislav Padyšák (* 1974)
- Kamil Peteraj (* 1945)
- Peter Petiška (* 1937)
- Mária Podhradská (* 1975)

## R
- Rudolf Rusiňák

## S
- Martin Sarvaš (* 1961)
- Juraj Soviar

## Š
- Jozef Augustin Štefánik (?–2001)
- Ján Štrasser (* 1946)
- Ivan Štrpka (* 1944)

## U
- Peter Uličný
- Jozef Urban (1964–1999)
- Dežo Ursiny (1947–1995)

## Z
- Ľuboš Zeman (* 1949)

## Ž
- Juraj Žák